# Hoàng Thị Hồng Hạnh
Hoàng Thị Hồng Hạnh (sinh năm 1969) là nữ thẩm phán cao cấp người Việt Nam. Bà hiện giữ chức vụ Chánh án Tòa án nhân dân tỉnh Lào Cai. 

## Tiểu sử
Hoàng Thị Hồng Hạnh sinh năm 1969, quê quán tại xã Phúc Ninh, huyện Yên Bình, tỉnh Yên Bái.
Bà có bằng Cử nhân Luật.
Bà là đảng viên Đảng Cộng sản Việt Nam.
Ngày 6 tháng 7 năm 2015, Hoàng Thị Hồng Hạnh, được Nguyễn Văn Thuân, Phó Chánh án Tòa án nhân dân tối cao Việt Nam, trao quyết định của Chánh án Tòa án nhân dân tối cao Việt Nam Nguyễn Hòa Bình bổ nhiệm giữ chức vụ Chánh án Tòa án nhân dân tỉnh Lào Cai.
Hiện nay (2018), bà đang là Bí thư Đảng bộ Tòa án nhân dân tỉnh Lào Cai, Chánh án Tòa án nhân dân tỉnh Lào Cai.